# یواس‌اس آماندا (۱۸۵۶)
یواس‌اس آماندا (۱۸۵۶) (به انگلیسی: USS Amanda (1856)) یک کشتی بود که طول آن ۱۱۷ فوت ۶ اینچ (۳۵٫۸۱ متر) بود. این کشتی در سال ۱۸۵۸ ساخته شد.